# Yuriy Natarov
Yuriy Natavov, né le 28 décembre 1996 à Talgar, est un coureur cycliste kazakh.

## Biographie
Il signe avec l'équipe Astana City en 2016.
En 2019, il rejoint l'équipe mère qui évolue en World Tour Astana.

## Palmarès
- 2015
  - 3e du championnat du Kazakhstan du contre-la-montre espoirs
- 2016
  -  Champion du Kazakhstan du contre-la-montre espoirs
- 2017
  - 2e du Gran Premio Capodarco
  -  Médaillé de bronze du championnat d'Asie du contre-la-montre espoirs
- 2019
  -  Champion d'Asie du contre-la-montre par équipes
  - Classement général du Tour d'Almaty
- 2021
  - 3e du championnat du Kazakhstan du contre-la-montre
- 2022
  -  Champion d'Asie du contre-la-montre par équipes
  -  Champion du Kazakhstan du contre-la-montre

### Résultats sur les grands tours

#### Tour d'Espagne
1 participation
- 2021 : 91e

## Classements mondiaux
| Année                                 | 2016  | 2017 | 2018  | 2019 | 2020  | 2021 | 2022 | 2023  |
| ------------------------------------- | ----- | ---- | ----- | ---- | ----- | ---- | ---- | ----- |
| Classement mondial                    | 2315e | 904e | 1903e | 554e | 1331e | 683e | 517e | 2091e |
| UCI Europe Tour                       | nc    | 945e | 2080e |      |       |      |      |       |
| UCI Asia Tour                         | 516e  | 197e | 348e  | 20e  | 82e   | 12e  | 17e  | nc    |
|                                       |       |      |       |      |       |      |      |       |
| Légende : nc = non classéSource : UCI |       |      |       |      |       |      |      |       |